# Halichaetonotus genatus
Halichaetonotus genatus är en djurart som tillhör fylumet bukhårsdjur, och som beskrevs av Balsamo, Fregni och Ezio Tongiorgi 1995. Halichaetonotus genatus ingår i släktet Halichaetonotus och familjen Chaetonotidae. Inga underarter finns listade i Catalogue of Life.